# Mike Singer/Diskografie
Diese Diskografie ist eine Übersicht über die musikalischen Werke des deutschen Popsängers Mike Singer. Seine erfolgreichste Veröffentlichung ist die Single Deja Vu mit über 200.000 verkauften Einheiten.

## Alben

### Studioalben
| Jahr | Titel Musiklabel                    | Höchstplatzierung, Gesamtwochen, AuszeichnungChartplatzierungen (Jahr, Titel, Musiklabel, Platzierungen, Wochen, Auszeichnungen, Anmerkungen) | Höchstplatzierung, Gesamtwochen, AuszeichnungChartplatzierungen (Jahr, Titel, Musiklabel, Platzierungen, Wochen, Auszeichnungen, Anmerkungen) | Höchstplatzierung, Gesamtwochen, AuszeichnungChartplatzierungen (Jahr, Titel, Musiklabel, Platzierungen, Wochen, Auszeichnungen, Anmerkungen) | Anmerkungen                             |
| Jahr | Titel Musiklabel                    | DE | AT | CH | Anmerkungen                             |
| ---- | ----------------------------------- | --- | --- | --- | --------------------------------------- |
| 2014 | Only You YouTunez                   | — | — | — | Erstveröffentlichung: 10. Januar 2014   |
| 2017 | Karma Warner Music (WMG)            | DE1 (7 Wo.)DE | AT5 (3 Wo.)AT | CH12 (2 Wo.)CH | Erstveröffentlichung: 24. Februar 2017  |
| 2018 | Deja Vu Warner Music (WMG)          | DE1 (13 Wo.)DE | AT2 (5 Wo.)AT | CH2 (4 Wo.)CH | Erstveröffentlichung: 19. Januar 2018   |
| 2019 | Trip Warner Music (WMG)             | DE1 (6 Wo.)DE | AT5 (1 Wo.)AT | CH14 (1 Wo.)CH | Erstveröffentlichung: 12. April 2019    |
| 2020 | Paranoid!? Warner Music (WMG)       | DE9 (3 Wo.)DE | AT42 (1 Wo.)AT | — | Erstveröffentlichung: 20. November 2020 |
| 2022 | Emotions A Better Now Records (UMG) | DE1 (2 Wo.)DE | — | — | Erstveröffentlichung: 14. April 2022    |

### EPs
| Jahr | Titel Musiklabel                      | Anmerkungen                           |
| ---- | ------------------------------------- | ------------------------------------- |
| 2015 | Nur mit dir Gefälltmir-Music (distri) | Erstveröffentlichung: 2. Oktober 2015 |

## Singles

### Als Leadmusiker

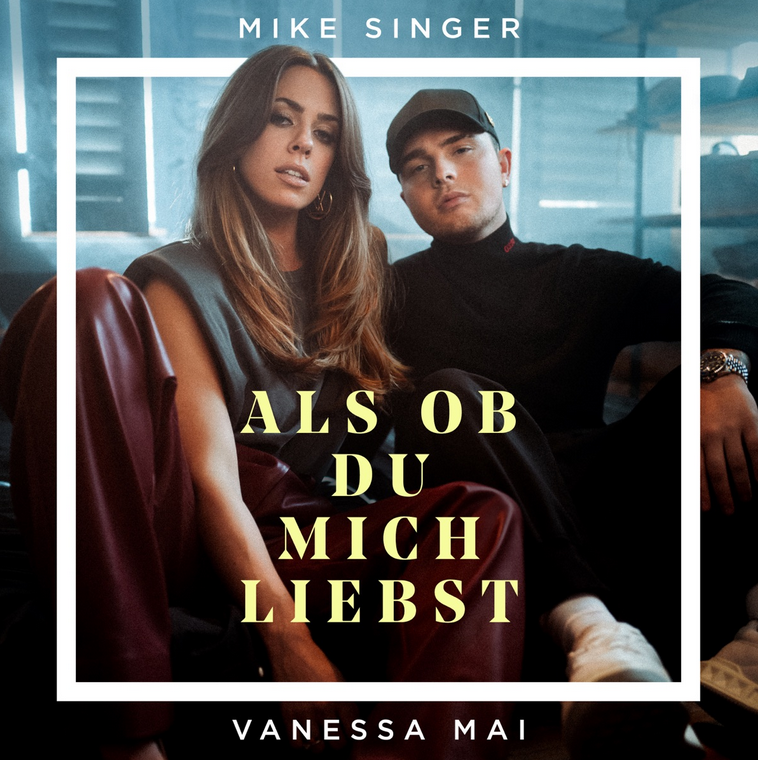
Frontcover zu Als ob du mich liebst.

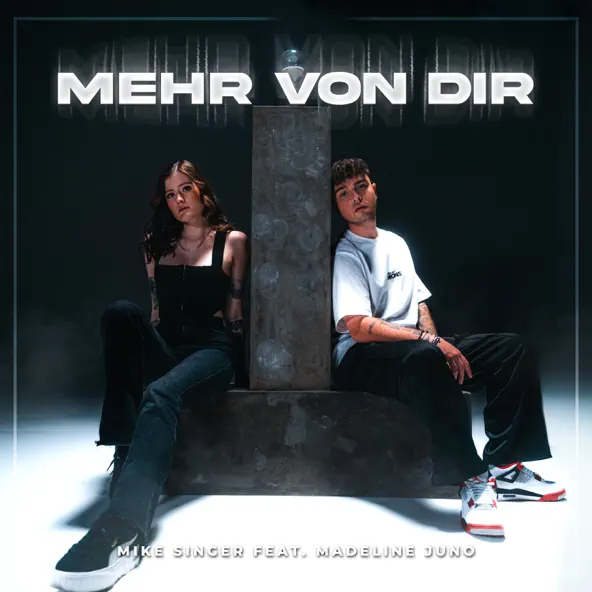
Frontcover zu Mehr von dir.

| Jahr | Titel Album                                   | Höchstplatzierung, Gesamtwochen, AuszeichnungChartplatzierungen (Jahr, Titel, Album, Platzierungen, Wochen, Auszeichnungen, Anmerkungen) | Höchstplatzierung, Gesamtwochen, AuszeichnungChartplatzierungen (Jahr, Titel, Album, Platzierungen, Wochen, Auszeichnungen, Anmerkungen) | Höchstplatzierung, Gesamtwochen, AuszeichnungChartplatzierungen (Jahr, Titel, Album, Platzierungen, Wochen, Auszeichnungen, Anmerkungen) | Anmerkungen                                                   |
| Jahr | Titel Album                                   | DE | AT | CH | Anmerkungen                                                   |
| ---- | --------------------------------------------- | --- | --- | --- | ------------------------------------------------------------- |
| 2016 | Karma                                         | DE73 (1 Wo.)DE | AT64 (1 Wo.)AT | — | Erstveröffentlichung: 18. September 2016                      |
| 2017 | Jung und frei Karma                           | — | — | — | Erstveröffentlichung: 1. September 2017                       |
| 2017 | Nein Karma                                    | — | — | — | Erstveröffentlichung: 15. September 2017                      |
| 2017 | Deja Vu                                       | DE65 Gold · (10 Wo.)DE | AT56 (1 Wo.)AT | — | Erstveröffentlichung: 29. September 2017 Verkäufe: + 200.000  |
| 2017 | Galaxie Deja Vu                               | — | — | — | Erstveröffentlichung: 17. November 2017 feat. Sierra Kidd     |
| 2018 | Bella ciao –                                  | DE44 (1 Wo.)DE | AT59 (1 Wo.)AT | CH80 (1 Wo.)CH | Erstveröffentlichung: 22. Juni 2018 Original: Terre d’Acqua   |
| 2018 | Safe Digga Deja Vu                            | — | — | — | Erstveröffentlichung: 24. August 2018 feat. Slimane           |
| 2018 | Taub Trip                                     | — | — | — | Erstveröffentlichung: 30. November 2018                       |
| 2019 | Bon Voyage Trip                               | — | — | — | Erstveröffentlichung: 18. Januar 2019                         |
| 2019 | Ulalala Trip                                  | — | — | — | Erstveröffentlichung: 8. März 2019 feat. Eunique              |
| 2019 | Bon Bon –                                     | — | — | — | Erstveröffentlichung: 26. Juli 2019 feat. Ado Kojo            |
| 2020 | Paranoid Paranoid!?                           | — | — | — | Erstveröffentlichung: 15. Mai 2020                            |
| 2020 | 100Tausend Paranoid!?                         | — | — | — | Erstveröffentlichung: 17. Juli 2020                           |
| 2020 | Bye Paranoid!?                                | — | — | — | Erstveröffentlichung: 18. September 2020                      |
| 2020 | Panik Paranoid!?                              | — | — | — | Erstveröffentlichung: 6. November 2020                        |
| 2021 | Verdammt, ich lieb’ Dich Emotions             | DE28 (12 Wo.)DE | AT51 (7 Wo.)AT | CH100 (1 Wo.)CH | Erstveröffentlichung: 29. Januar 2021 Original: Matthias Reim |
| 2021 | Forever Young Emotions                        | DE— aDE | — | — | Erstveröffentlichung: 29. Januar 2021 Original: Alphaville    |
| 2021 | Bonjour ca va Emotions                        | DE— bDE | — | — | Erstveröffentlichung: 22. Oktober 2021                        |
| 2021 | Als ob du mich liebst Emotions • Metamorphose | DE— cDE | — | — | Erstveröffentlichung: 26. November 2021 mit Vanessa Mai       |
| 2022 | Lass mich los Emotions                        | DE75 (1 Wo.)DE | — | — | Erstveröffentlichung: 7. Januar 2022 feat. Kayef              |
| 2022 | Fehler Emotions                               | DE75 (1 Wo.)DE | — | — | Erstveröffentlichung: 4. März 2022 feat. Monet192             |
| 2022 | Tanzen ohne Beat (Madizin Mix) Emotions       | — | — | — | Erstveröffentlichung: 25. März 2022                           |
| 2022 | Warum bist du so Emotions                     | DE60 (1 Wo.)DE | — | — | Erstveröffentlichung: 13. April 2022 feat. Dardan             |
| 2022 | Drive By –                                    | — | — | — | Erstveröffentlichung: 19. Mai 2022 mit Fourty & Menju         |
| 2022 | Mehr von dir –                                | — | — | — | Erstveröffentlichung: 17. Juni 2022 feat. Madeline Juno       |

### Als Gastmusiker
| Jahr | Titel Album                                 | Höchstplatzierung, Gesamtwochen, AuszeichnungChartplatzierungen (Jahr, Titel, Album, Platzierungen, Wochen, Auszeichnungen, Anmerkungen) | Höchstplatzierung, Gesamtwochen, AuszeichnungChartplatzierungen (Jahr, Titel, Album, Platzierungen, Wochen, Auszeichnungen, Anmerkungen) | Höchstplatzierung, Gesamtwochen, AuszeichnungChartplatzierungen (Jahr, Titel, Album, Platzierungen, Wochen, Auszeichnungen, Anmerkungen) | Anmerkungen |
| Jahr | Titel Album                                 | DE | AT | CH | Anmerkungen |
| ---- | ------------------------------------------- | --- | --- | --- | --- |
| 2018 | Netflix & Chill Makers Gonna Make           | DE11 (8 Wo.)DE | AT15 (4 Wo.)AT | CH54 (1 Wo.)CH | Erstveröffentlichung: 25. Mai 2018 Kay One feat. Mike Singer                                                          |
| 2019 | GramGirl –                                  | — | — | — | Erstveröffentlichung: 25. Oktober 2019 Seko feat. Mike Singer                                                         |
| 2019 | Teenage Romance Sadboi                      | — | — | — | Erstveröffentlichung: 13. Dezember 2019 Bars & Melody feat. Mike Singer                                               |
| 2021 | Never Gonna Give You Up Classical 80s Dance | — | — | — | Erstveröffentlichung: 20. August 2021 Alex Christensen & The Berlin Orchestra feat. Mike Singer Original: Rick Astley |
| 2022 | Du gehst nicht aus meinem Kopf –            | DE88 (1 Wo.)DE | — | — | Erstveröffentlichung: 29. April 2022 Kay One feat. Mike Singer                                                        |

## Musikvideos
| Jahr | Titel                          | Regie                                             |
| ---- | ------------------------------ | ------------------------------------------------- |
| 2015 | Nur mit dir                    | Daniel Zlotin                                     |
| 2015 | Mein Herz                      | Nicolas Ewert, Maksymilian Somogyi                |
| 2015 | Ohne dich                      | Daniel Zlotin                                     |
| 2016 | Karma                          | Nicolas Ewert, Maksymilian Somogyi                |
| 2016 | Bring mich zum Singen          | Nicolas Ewert, Maksymilian Somogyi                |
| 2017 | Egal                           | Daniel Zlotin                                     |
| 2017 | 1Life                          | Daniel Zlotin                                     |
| 2017 | Nein                           |                                                   |
| 2017 | Jung und frei                  |                                                   |
| 2017 | Deja Vu                        | Sander Houtkruijer                                |
| 2017 | Galaxie                        | Daniel Zlotin                                     |
| 2018 | Singer                         |                                                   |
| 2018 | Netflix & Chill                | Adrian Meschi                                     |
| 2018 | Bella ciao                     | Erhan Dogan, Adal Giorgis                         |
| 2018 | Safe Digga                     | Nicolas Ewert, Maksymilian Somogyi                |
| 2018 | Taub                           | Nicolas Ewert, Maksymilian Somogyi                |
| 2019 | Bon Voyage                     | Nicolas Ewert, Maksymilian Somogyi, Kate Tumanova |
| 2019 | Ulala                          | Robert Wunsch                                     |
| 2019 | Teenage Romance                |                                                   |
| 2019 | Bon Bon                        | Daniel Zlotin                                     |
| 2020 | Paranoid                       | Hush & Hype                                       |
| 2020 | 100Tausend                     | Hush & Hype                                       |
| 2020 | Bye                            | Julius Pfeiffer                                   |
| 2020 | Panik                          | Maksymilian Somogyi                               |
| 2021 | Verdammt, ich lieb’ Dich       | Maksymilian Somogyi                               |
| 2021 | Forever Young                  | Denis Ignatov                                     |
| 2021 | Never Gonna Give You Up        |                                                   |
| 2021 | Bonjour ca va                  | Maksymilian Somogyi                               |
| 2021 | Als ob du mich liebst          | Mikis Fontagnier                                  |
| 2022 | Lass mich los                  | Maximilian Somogyi                                |
| 2022 | Fehler                         | Maximilian Somogyi                                |
| 2022 | Tanzen ohne Beat (Madizin Mix) | Marvin Ströter                                    |
| 2022 | Du gehst nicht aus meinem Kopf | Lito Lamas                                        |
| 2022 | Drive By                       | Omely                                             |
| 2022 | Mehr von dir                   |                                                   |

## Sonderveröffentlichungen

### Lieder
| Jahr | Titel Album                                 | Anmerkungen |
| ---- | ------------------------------------------- | --- |
| 2017 | Sensor Rest in Peace                        | Erstveröffentlichung: 9. Juni 2017 Sierra Kidd feat. Mike Singer                                                       |
| 2018 | Drei Worte Black Panther                    | Erstveröffentlichung: 10. August 2018 Jalil feat. Mike Singer                                                          |
| 2018 | Netflix & Chill Makers Gonna Make           | Erstveröffentlichung: 7. September 2018 Kay One feat. Mike Singer                                                      |
| 2020 | Teenage Romance Sadboi                      | Erstveröffentlichung: 27. März 2000 Bars & Melody feat. Mike Singer                                                    |
| 2021 | Never Gonna Give You Up Classical 80s Dance | Erstveröffentlichung: 20. August 2021 Alex Christensen & The Berlin Orchestra feat. Mike Singer; Original: Rick Astley |
| 2022 | Fieber Behind the Scenes                    | Erstveröffentlichung: 5. Mai 2022 Fourty feat. Mike Singer                                                             |
| 2022 | Als ob du mich liebst Metamorphose          | Erstveröffentlichung: 12. August 2022 Vanessa Mai & Mike Singer                                                        |
| 2022 | Allein III                                  | Erstveröffentlichung: 28. Oktober 2022 Gestört aber geil feat. Achtabahn & Mike Singer                                 |

| Jahr | Titel Album                            | Anmerkungen                                                 |
| ---- | -------------------------------------- | ----------------------------------------------------------- |
| 2019 | You’ll Never Walk Alone Dein Song 2019 | Erstveröffentlichung: 15. März 2019 mit Peer Waibel-Fischer |

| Jahr | Titel Soundtrack                                                      | Anmerkungen                              |
| ---- | --------------------------------------------------------------------- | ---------------------------------------- |
| 2019 | Jung und frei (The LEGO Ninjago Movie Version) The LEGO Ninjago Movie | Erstveröffentlichung: 15. September 2017 |

### Videoalben
| Jahr | Titel Musiklabel                      | Anmerkungen                                                                                                  |
| ---- | ------------------------------------- | --- |
| 2017 | Karma (Deluxe Edition) Warner Music   | Erstveröffentlichung: 25. Februar 2017 erweiterte Fassung mit Bonus-DVD; Verkäufe werden Karma hinzuaddiert  |
| 2018 | Deja Vu (Deluxe Edition) Warner Music | Erstveröffentlichung: 19. Januar 2018 erweiterte Fassung mit Bonus-DVD; Verkäufe werden Deja Vu hinzuaddiert |

## Statistik

### Chartauswertung
|                     | DE    | AT    | CH    |
| ------------------- | ----- | ----- | ----- |
| Nummer-eins-Alben   | DE4DE | AT—AT | CH—CH |
| Top-10-Alben        | DE5DE | AT3AT | CH1CH |
| Alben in den Charts | DE5DE | AT4AT | CH3CH |

|                       | DE    | AT    | CH    |
| --------------------- | ----- | ----- | ----- |
| Nummer-eins-Singles   | DE—DE | AT—AT | CH—CH |
| Top-10-Singles        | DE—DE | AT—AT | CH—CH |
| Singles in den Charts | DE9DE | AT5AT | CH3CH |

### Auszeichnungen für Musikverkäufe
Anmerkung: Auszeichnungen in Ländern aus den Charttabellen bzw. Chartboxen sind in ebendiesen zu finden.
| Land/RegionAuszeichnungen für Musikverkäufe (Land/Region, Auszeichnungen, Verkäufe, Quellen) | Gold  | Platin | Verkäufe | Quellen           |
| -------------------------------------------------------------------------------------------- | ----- | ------ | -------- | ----------------- |
| Deutschland (BVMI)                                                                           | Gold1 | —      | 200.000  | musikindustrie.de |
| Insgesamt                                                                                    | Gold1 | —      |          |                   |